# متلازمة قلبية كلوية
المتلازمة القلبية الكلوية مصطلح شامل يستخدم في المجال الطبي ويشير إلى اضطرابات القلب والكلى إذ «قد يؤدي الخلل الوظيفي الحاد أو المزمن في أحد هذين العضوين إلى حدوث خلل وظيفي حاد أو مزمن في الآخر». يعمل كل من القلب والكلى على الحفاظ على استقرار ديناميكا الدم وتروية الأعضاء عبر شبكة معقدة. يتواصل هذان العضوان مع بعضهما البعض من خلال مجموعة متنوعة من المسارات في علاقة مترابطة. في تقرير صدر عام 2004 عن المعهد الوطني للقلب والرئة والدم، عُرّفت المتلازمة القلبية الكلوية على أنها حالة يكون فيها علاج قصور القلب الاحتقاني محدودًا بسبب انخفاض وظائف الكلى. منذ ذلك الحين، طُعن في هذا التعريف مرارًا وتكرارًا لكن بقي هناك إجماع ضئيل حول تعريف مقبول عالميًا للمتلازمة القلبية الكلوية. في مؤتمر إجماعي لمبادرة جودة غسيل الكلى الحادة، صُنفت المتلازمة القلبية الكلوية إلى خمسة أنماط فرعية تعتمد بشكل أساسي على العضو المتضرر بالإضافة إلى شدة المرض.

## عوامل الخطر
ارتبطت عوامل الخطر التالية بزيادة حدوث المتلازمة القلبية الكلوية.
- كبار السن
- الحالات المرضية المترافقة (داء السكري، ارتفاع ضغط الدم غير المضبوط، فقر الدم)
- الأدوية (مضادات الالتهاب، مدرات البول، مثبطات الإنزيم المحول للأنجيوتنسين، مضادات مستقبلات الأنجيوتينسن II)
- تاريخ عائلي من قصور القلب مع ضعف الجزء المقذوف للبطين الأيسر
- حالة سابقة من احتشاء عضلة القلب
- فئة عالية ضمن التصنيف الوظيفي لجمعية القلب في نيو يورك
- ارتفاع تروبونين القلب
- مرض الكلى المزمن (انخفاض معدل الترشيح الكبيبي الكلوي أو ارتفاع نيتروجين يوريا الدم أو الكرياتينين أو السيستاتين)

## الفيزيولوجيا المرضية
تُصنف أسباب الفيزيولوجيا المرضية للمتلازمة القلبية الكلوية ضمن فئتين هما «عوامل ديناميكا الدم» مثل انخفاض النتاج القلبي، وارتفاع الضغط الوريدي المركزي وداخل البطن، والعوامل غير المتعلقة بديناميكا الدم أو »الموصلات القلبية الكلوية« مثل التنشيط الهرموني العصبي والالتهابي. اعتُقد سابقًا أن انخفاض النتاج القلبي لدى مرضى قصور القلب يؤدي إلى انخفاض تدفق الدم إلى الكلى ما قد يؤدي إلى تدهور تدريجي في وظائف الكلى. نتيجةً لذلك، سيؤدي إدرار البول لدى هؤلاء المرضى إلى نقص حجم الدم وتنترج الدم ما قبل الكلوي. رغم ذلك، لم تجد العديد من الدراسات علاقة بين ضعف الكلى والنتاج القلبي أو غيرها من معلمات ديناميكا الدم. بالإضافة إلى ذلك، لوحظ وجود المتلازمة القلبية الكلوية لدى المرضى الذين يعانون من خلل انبساطي والذين لديهم انقباض قلبي بطيني أيسر طبيعي. لهذا السبب، يجب أن تكون هناك آليات إضافية تشارك في تطور المتلازمة القلبية الكلوية. قد تترافق الضغوط المرتفعة داخل البطن الناتجة عن الاستسقاء البطني ووذمة جدار البطن مع تدهور وظائف الكلى لدى مرضى قصور القلب. أظهرت العديد من الدراسات وجود زيادة في الضغط الوريدي المركزي واحتقان في أوردة الكلى نتيجة زيادة الضغط داخل البطن، ما قد يؤدي إلى تدهور وظائف الكلى. بالإضافة إلى ذلك، توجد العديد من العوامل العصبية الهرمونية والالتهابية المتورطة في تطور المتلازمة القلبية الكلوية. تشمل هذه زيادة تشكل مركبات الأكسجين التفاعلية والإندوثيلين والأرجينين فازوبرسين، والنشاط الودي المفرط الذي قد يؤدي إلى تضخم عضلة القلب ونخرها. تشمل الموصلات القلبية الكلوية الأخرى تنشيط نظام الرينين-أنجيوتنسين، وخلل توازن بين أحادي أكسيد النيتروجين ومركبات الأكسجين التفاعلية، والعوامل الالتهابية والتنشيط غير الطبيعي للجهاز العصبي الودي، الذي قد يسبب تشوهات هيكلية ووظيفية في كل من القلب و/أو الكلى. هناك تفاعل وثيق داخل هذه الموصلات القلبية الكلوية وكذلك بين هذه العوامل وعوامل ديناميكا الدم، ما يجعل دراسة الفيزيولوجيا المرضية للمتلازمة القلبية الكلوية المعقدة.